# Tour d'Italie 1984
La 67e édition du Tour d'Italie s'est élancée de Lucques le 17 mai 1984 et est arrivée à Vérone le 10 juin. Long de 3 797 km, ce  Giro a été remporté par l'Italien Francesco Moser.

## La course
Laurent Fignon lutte face aux Italiens, notamment Francesco Moser, le récent détenteur du record de l'heure. D'entrée, ce dernier se pare de rose en remportant le prologue. Mais dès le lendemain, Fignon lui ravit le maillot de leader, grâce à la victoire de son équipe lors du contre-la-montre par équipes. Cependant, celui-ci est victime d'une terrible défaillance lors de la cinquième étape menant au Blockhaus de la Majella, où il perd deux minutes sur Moser et la tête du classement général. L'Italien est ensuite aidé par les organisateurs afin qu'il obtienne la victoire finale. En effet, la dix-huitième étape est modifiée au dernier moment avec la suppression du col du Stelvio, haut de 2 758 mètres, pour cause de neige alors qu'il n'y en a pas. Fignon est également pénalisé de dix secondes pour un ravitaillement illicite, alors que Moser ne prend lui que cinq secondes pour les multiples poussettes dont il bénéficie dans les cols. Devant ces faits aussi graves, Guimard veut quitter la course mais son sponsor refuse, d'autant qu'il reste encore une étape de montagne, entre Selva di Val Gardena et Arraba. Fignon y reprend le maillot rose en finissant détaché après une échappée solitaire de cinquante kilomètres. Mais lors de la dernière étape, un contre-la-montre individuel de 42 kilomètres, Moser refait son retard d'une minute et vingt et une secondes pour remporter ce Giro, à nouveau à la suite de controverses. En effet, disposant d'un vélo révolutionnaire avec des roues lenticulaires et avec l'aide de l'hélicoptère de la course, qui vient se placer devant Fignon pour le gêner et derrière le coureur transalpin pour le propulser à une vitesse extraordinaire.

## Équipes participantes
| N.    | Code | Équipe            |
| ----- | ---- | ----------------- |
| 1-9   | DEL  | Del Tongo-Colnago |
| 11-19 | ALF  | Alfa Lum-Olmo     |
| 21-29 | ARI  | Ariostea          |
| 31-39 | ATA  | Atala-Campagnolo  |
| 41-49 | BIA  | Bianchi-Piaggio   |
| 51-59 | CAR  | Carrera-Inoxpran  |
| 61-69 | DRO  | Dromedario-Alan   |
| 71-79 | FAN  | Fanini-Wührer     |
| 81-89 | ZOR  | Zor-Gemeaz Cusin  |
| 91-99 | GIS  | Gis Gelati-Tuc Lu |

| N.      | Code | Équipe                   |
| ------- | ---- | ------------------------ |
| 101-109 | LIN  | Linea Italia             |
| 111-119 | CIL  | Cilo-Aufina              |
| 121-129 | MAL  | Malvor-Bottecchia        |
| 131-139 | MET  | Metauro Mobili-Pinarello |
| 141-149 | MUR  | Murella-Rossin           |
| 151-159 | REN  | Renault-Elf              |
| 161-169 | SAM  | Sammontana-Campagnolo    |
| 171-179 | SAN  | Santini-Conti-Galli      |
| 181-189 | BRI  | Supermercati Brianzoli   |

## Étapes
| Étape     | Date     | Villes étapes                      | km  | Vainqueur d'étape | Leader du classement général |
| Prologue  | 17 mai   | Lucques                            | 5   | Francesco Moser   | Francesco Moser              |
| 1re étape | 18 mai   | Lucques - Pietresanta              | 55  | Renault           | Laurent Fignon               |
| 2e étape  | 19 mai   | Pietresanta - Florence             | 127 | Urs Freuler       | Laurent Fignon               |
| 3e étape  | 20 mai   | Bologne – San Luca                 | 110 | Moreno Argentin   | Laurent Fignon               |
| 4e étape  | 21 mai   | Bologne - Numana                   | 238 | Stefan Mutter     | Laurent Fignon               |
| 5e étape  | 22 mai   | Numana - Blockhaus                 | 194 | Moreno Argentin   | Francesco Moser              |
| 6e étape  | 23 mai   | Chieti - Foggia                    | 193 | Francesco Moser   | Francesco Moser              |
| 7e étape  | 24 mai   | Foggia - Marconia di Pisticci (it) | 226 | Urs Freuler       | Francesco Moser              |
| 8e étape  | 25 mai   | Policoro - Agropoli                | 226 | Urs Freuler       | Francesco Moser              |
| 9e étape  | 26 mai   | Agropoli - Cava dei Tirreni        | 104 | Dag Erik Pedersen | Francesco Moser              |
| 10e étape | 28 mai   | Cava dei Tirreni - Isernia         | 209 | Martial Gayant    | Francesco Moser              |
| 11e étape | 29 mai   | Isernia - Rieti                    | 243 | Urs Freuler       | Francesco Moser              |
| 12e étape | 30 mai   | Rieti - Città di Castello          | 175 | Paolo Rosola      | Francesco Moser              |
| 13e étape | 31 mai   | Città di Castello - Lerici         | 269 | Roberto Visentini | Francesco Moser              |
| 14e étape | 1er juin | Lerici - Alessandria               | 204 | Sergio Santimaria | Francesco Moser              |
| 15e étape | 2 juin   | Certosa di Pavia - Milan           | 38  | Francesco Moser   | Francesco Moser              |
| 16e étape | 4 juin   | Alessandria - Bardonèche           | 198 | Dag Erik Pedersen | Francesco Moser              |
| 17e étape | 5 juin   | Bardonèche - Lecco                 | 249 | Jürg Bruggmann    | Francesco Moser              |
| 18e étape | 6 juin   | Lecco - Merano                     | 245 | Bruno Leali       | Francesco Moser              |
| 19e étape | 7 juin   | Merano - Selva di Val Gardena      | 74  | Marino Lejarreta  | Francesco Moser              |
| 20e étape | 8 juin   | Selva di Val Gardena - Arabba (it) | 165 | Laurent Fignon    | Laurent Fignon               |
| 21e étape | 9 juin   | Arabba (it) - Trévise              | 208 | Guido Bontempi    | Laurent Fignon               |
| 22e étape | 10 juin  | Soave - Vérone                     | 42  | Francesco Moser   | Francesco Moser              |

## Classements finals

### Classement général final
| \| Classement général \| Classement général \| Classement général \| Classement général \| Classement général \| \| Coureur \| Coureur \| Pays \| Équipe \| Temps \| \| ------------------ \| ------------------------ \| ------------------ \| ------------------------- \| ------------------ \| \| 1er \| Francesco Moser \| Italie \| Gis Gelati-Tuc Lu \| 98 h 32 min 20 s \| \| 2e \| Laurent Fignon \| France \| Renault-Elf \| + 1 min 03 s \| \| 3e \| Moreno Argentin \| Italie \| Sammontana-Campagnolo \| + 4 min 26 s \| \| 4e \| Marino Lejarreta \| Espagne \| Alfa Lum-Olmo \| + 4 min 33 s \| \| 5e \| Johan van der Velde \| Pays-Bas \| Metauro Mobili-Pinarello \| + 6 min 56 s \| \| 6e \| Gianbattista Baronchelli \| Italie \| Murella-Rossin \| + 7 min 48 s \| \| 7e \| Lucien Van Impe \| Belgique \| Metauro Mobili-Pinarello \| + 10 min 19 s \| \| 8e \| Beat Breu \| Suisse \| Cilo-Aufina-Crans-Montana \| + 11 min 39 s \| \| 9e \| Mario Beccia \| Italie \| Malvor-Bottecchia \| + 11 min 41 s \| \| 10e \| Dag Erik Pedersen \| Norvège \| Murella-Rossin \| + 13 min 35 s \| \| 11e \| Wladimiro Panizza \| Italie \| Atala-Campagnolo \| + 15 min 46 s \| \| 12e \| Eddy Schepers \| Belgique \| Dromedario-Alan-Sidermec \| + 16 min 55 s \| \| 13e \| Faustino Rupérez \| Espagne \| Zor-Gemeaz Cusin \| + 18 min 02 s \| \| 14e \| Alfredo Chinetti \| Italie \| Supermercati Brianzoli \| + 18 min 44 s \| \| 15e \| Martial Gayant \| France \| Renault-Elf \| + 21 min 10 s \| \| 16e \| Giuseppe Saronni \| Italie \| Del Tongo-Colnago \| + 22 min 06 s \| \| 17e \| Alfio Vandi \| Italie \| Dromedario-Alan-Sidermec \| + 22 min 31 s \| \| 18e \| Roberto Visentini \| Italie \| Carrera-Inoxpran \| + 24 min 07 s \| \| 19e \| Alberto Fernández Blanco \| Espagne \| Zor-Gemeaz Cusin \| + 24 min 35 s \| \| 20e \| Bruno Leali \| Italie \| Carrera-Inoxpran \| + 25 min 46 s \| \| 21e \| Charly Mottet \| France \| Renault-Elf \| + 29 min 51 s \| \| 22e \| Glauco Santoni \| Italie \| Carrera-Inoxpran \| + 31 min 09 s \| \| 23e \| Acácio da Silva \| Portugal \| Malvor-Bottecchia \| + 31 min 25 s \| \| 24e \| Franco Chioccioli \| Italie \| Murella-Rossin \| + 32 min 49 s \| \| 25e \| Luciano Loro \| Italie \| Carrera-Inoxpran \| + 33 min 02 s \| |                          |          |                           |                  |
| |                          |          |                           |                  |
| |                          |          |                           |                  |
| Classement général |                          |          |                           |                  |
| Coureur | Coureur                  | Pays     | Équipe                    | Temps            |
| 1er | Francesco Moser          | Italie   | Gis Gelati-Tuc Lu         | 98 h 32 min 20 s |
| 2e | Laurent Fignon           | France   | Renault-Elf               | + 1 min 03 s     |
| 3e | Moreno Argentin          | Italie   | Sammontana-Campagnolo     | + 4 min 26 s     |
| 4e | Marino Lejarreta         | Espagne  | Alfa Lum-Olmo             | + 4 min 33 s     |
| 5e | Johan van der Velde      | Pays-Bas | Metauro Mobili-Pinarello  | + 6 min 56 s     |
| 6e | Gianbattista Baronchelli | Italie   | Murella-Rossin            | + 7 min 48 s     |
| 7e | Lucien Van Impe          | Belgique | Metauro Mobili-Pinarello  | + 10 min 19 s    |
| 8e | Beat Breu                | Suisse   | Cilo-Aufina-Crans-Montana | + 11 min 39 s    |
| 9e | Mario Beccia             | Italie   | Malvor-Bottecchia         | + 11 min 41 s    |
| 10e | Dag Erik Pedersen        | Norvège  | Murella-Rossin            | + 13 min 35 s    |
| 11e | Wladimiro Panizza        | Italie   | Atala-Campagnolo          | + 15 min 46 s    |
| 12e | Eddy Schepers            | Belgique | Dromedario-Alan-Sidermec  | + 16 min 55 s    |
| 13e | Faustino Rupérez         | Espagne  | Zor-Gemeaz Cusin          | + 18 min 02 s    |
| 14e | Alfredo Chinetti         | Italie   | Supermercati Brianzoli    | + 18 min 44 s    |
| 15e | Martial Gayant           | France   | Renault-Elf               | + 21 min 10 s    |
| 16e | Giuseppe Saronni         | Italie   | Del Tongo-Colnago         | + 22 min 06 s    |
| 17e | Alfio Vandi              | Italie   | Dromedario-Alan-Sidermec  | + 22 min 31 s    |
| 18e | Roberto Visentini        | Italie   | Carrera-Inoxpran          | + 24 min 07 s    |
| 19e | Alberto Fernández Blanco | Espagne  | Zor-Gemeaz Cusin          | + 24 min 35 s    |
| 20e | Bruno Leali              | Italie   | Carrera-Inoxpran          | + 25 min 46 s    |
| 21e | Charly Mottet            | France   | Renault-Elf               | + 29 min 51 s    |
| 22e | Glauco Santoni           | Italie   | Carrera-Inoxpran          | + 31 min 09 s    |
| 23e | Acácio da Silva          | Portugal | Malvor-Bottecchia         | + 31 min 25 s    |
| 24e | Franco Chioccioli        | Italie   | Murella-Rossin            | + 32 min 49 s    |
| 25e | Luciano Loro             | Italie   | Carrera-Inoxpran          | + 33 min 02 s    |

### Classements annexes finals
| Classement par points | Classement par points | Classement par points | Classement par points    | Classement par points |
| Coureur               | Coureur               | Pays                  | Équipe                   | Points                |
| --------------------- | --------------------- | --------------------- | ------------------------ | --------------------- |
| 1er                   | Urs Freuler           | Suisse                | Atala-Campagnolo         | 178 pts               |
| 2e                    | Johan van der Velde   | Pays-Bas              | Metauro Mobili-Pinarello | 172 pts               |
| 3e                    | Francesco Moser       | Italie                | Gis Gelati-Tuc Lu        | 166 pts               |
| 4e                    | Dag Erik Pedersen     | Norvège               | Murella-Rossin           | 160 pts               |
| 5e                    | Laurent Fignon        | France                | Renault-Elf              | 150 pts               |

| Classement par points | Classement par points | Classement par points | Classement par points    | Classement par points |
| Coureur               | Coureur               | Pays                  | Équipe                   | Points                |
| --------------------- | --------------------- | --------------------- | ------------------------ | --------------------- |
| 1er                   | Urs Freuler           | Suisse                | Atala-Campagnolo         | 178 pts               |
| 2e                    | Johan van der Velde   | Pays-Bas              | Metauro Mobili-Pinarello | 172 pts               |
| 3e                    | Francesco Moser       | Italie                | Gis Gelati-Tuc Lu        | 166 pts               |
| 4e                    | Dag Erik Pedersen     | Norvège               | Murella-Rossin           | 160 pts               |
| 5e                    | Laurent Fignon        | France                | Renault-Elf              | 150 pts               |

| Classement de la montagne | Classement de la montagne | Classement de la montagne | Classement de la montagne | Classement de la montagne |
| Coureur                   | Coureur                   | Pays                      | Équipe                    | Points                    |
| ------------------------- | ------------------------- | ------------------------- | ------------------------- | ------------------------- |
| 1er                       | Laurent Fignon            | France                    | Renault-Elf               | 53 pts                    |
| 2e                        | Flavio Zappi              | Italie                    | Metauro Mobili-Pinarello  | 40 pts                    |
| 3e                        | Moreno Argentin           | Italie                    | Sammontana-Campagnolo     | 30 pts                    |
| 4e                        | Johan van der Velde       | Pays-Bas                  | Metauro Mobili-Pinarello  | 29 pts                    |
| 5e                        | Jesús Rodríguez Magro     | Espagne                   | Zor-Gemeaz Cusin          | 28 pts                    |

| Classement de la montagne | Classement de la montagne | Classement de la montagne | Classement de la montagne | Classement de la montagne |
| Coureur                   | Coureur                   | Pays                      | Équipe                    | Points                    |
| ------------------------- | ------------------------- | ------------------------- | ------------------------- | ------------------------- |
| 1er                       | Laurent Fignon            | France                    | Renault-Elf               | 53 pts                    |
| 2e                        | Flavio Zappi              | Italie                    | Metauro Mobili-Pinarello  | 40 pts                    |
| 3e                        | Moreno Argentin           | Italie                    | Sammontana-Campagnolo     | 30 pts                    |
| 4e                        | Johan van der Velde       | Pays-Bas                  | Metauro Mobili-Pinarello  | 29 pts                    |
| 5e                        | Jesús Rodríguez Magro     | Espagne                   | Zor-Gemeaz Cusin          | 28 pts                    |

| Classement du meilleur jeune | Classement du meilleur jeune | Classement du meilleur jeune | Classement du meilleur jeune | Classement du meilleur jeune |
| Coureur                      | Coureur                      | Pays                         | Équipe                       | Temps                        |
| ---------------------------- | ---------------------------- | ---------------------------- | ---------------------------- | ---------------------------- |
| 1er                          | Charly Mottet                | France                       | Renault-Elf                  | 99 h 02 min 11 s             |
| 2e                           | Jens Veggerby                | Danemark                     | Fanini–Wührer                | + 3 min 59 s                 |
| 3e                           | Giocondo Dalla Rizza         | Italie                       |                              | + 10 min 19 s                |
| 4e                           | Elio Festa                   | Italie                       |                              | + 10 min 52 s                |
| 5e                           | Jesús Ignacio Ibáñez Loyo    | Espagne                      | Zor-Gemeaz Cusin             | + 15 min 47 s                |

| Classement du meilleur jeune | Classement du meilleur jeune | Classement du meilleur jeune | Classement du meilleur jeune | Classement du meilleur jeune |
| Coureur                      | Coureur                      | Pays                         | Équipe                       | Temps                        |
| ---------------------------- | ---------------------------- | ---------------------------- | ---------------------------- | ---------------------------- |
| 1er                          | Charly Mottet                | France                       | Renault-Elf                  | 99 h 02 min 11 s             |
| 2e                           | Jens Veggerby                | Danemark                     | Fanini–Wührer                | + 3 min 59 s                 |
| 3e                           | Giocondo Dalla Rizza         | Italie                       |                              | + 10 min 19 s                |
| 4e                           | Elio Festa                   | Italie                       |                              | + 10 min 52 s                |
| 5e                           | Jesús Ignacio Ibáñez Loyo    | Espagne                      | Zor-Gemeaz Cusin             | + 15 min 47 s                |

| Classement par équipes | Classement par équipes | Classement par équipes | Classement par équipes |
| Équipe                 | Équipe                 | Pays                   | Temps                  |
| ---------------------- | ---------------------- | ---------------------- | ---------------------- |
| 1re                    | Renault-Elf            | France                 | 293 h 48 min 45 s      |
| 2e                     | Murella-Rossin         | Italie                 | + 2 min 34 s           |
| 3e                     | Carrera-Inoxpran       | Italie                 | + 27 min 41 s          |
| 4e                     | Del Tongo-Colnago      | Italie                 | + 40 min 30 s          |
| 5e                     | Alfa Lum-Olmo          | Italie                 | + 40 min 46 s          |

| Classement par équipes | Classement par équipes | Classement par équipes | Classement par équipes |
| Équipe                 | Équipe                 | Pays                   | Temps                  |
| ---------------------- | ---------------------- | ---------------------- | ---------------------- |
| 1re                    | Renault-Elf            | France                 | 293 h 48 min 45 s      |
| 2e                     | Murella-Rossin         | Italie                 | + 2 min 34 s           |
| 3e                     | Carrera-Inoxpran       | Italie                 | + 27 min 41 s          |
| 4e                     | Del Tongo-Colnago      | Italie                 | + 40 min 30 s          |
| 5e                     | Alfa Lum-Olmo          | Italie                 | + 40 min 46 s          |

## Liste des coureurs
| Del Tongo Colnago | Alfa Lum Olmo | Ariostea Benotto |
| - 1 Giuseppe Saronni (Ita) 16e - 2 Emanuele Bombini (Ita) ab - 3 Claudio Bortolotto (Ita) 38e - 4 Roberto Ceruti (Ita) 57e - 5 Rudy Pevenage (Bel) 61e - 6 Maurizio Piovani (Ita) 44e - 7 Sergio Santimaria (Ita) 28e - 8 Guido Van Calster (Bel) ab - 9 Leonardo Natale (Ita) 32e                              | - 11 Juan-Carlos Alonso (Esp) ab - 12 Mauro Angelucci (Ita) 115e - 13 Marino Amadori (Ita) 41e - 14 Salvatore Maccali (Ita) 30e - 15 Orlando Maini (Ita) 63e - 16 Giuseppe Martinelli (Ita) 107e - 17 Giuseppe Petito (Ita) 55e - 18 Marino Lejarreta (Esp) 4e - 19 Michael Wilson (Aus) 102e             | - 21 Carmelo Barone (Ita) 125e - 22 Giuseppe Faraca (Ita) ab - 23 Luigi Ferreri (Ita) 131e - 24 Giovanni Moro (Ita) 88e - 25 Graziano Salvietti (Ita) 79e - 26 Amilcare Sgalbazzi (Ita) 58e - 27 Giovanni Viero (Ita) 70e - 28 Marco Antonio López (Mex) 135e - 29 Paul Wellens (Bel) 51e                        |
| Atala | Bianchi | Carrera Inoxpran |
| - 31 Fiorenzo Aliverti (Ita) ab - 32 Giancarlo Casiraghi (Ita) 91e - 33 Urs Freuler (Sui) 98e - 34 Pierino Gavazzi (Ita) 64e - 35 Daniel Gisiger (Sui) 84e - 36 Dante Morandi (Ita) 126e - 37 Mario Noris (Ita) 96e - 38 Wladimiro Panizza (Ita) 11e - 39 Gerhard Zadrobilek (Aut) 77e                          | - 41 Tullio Bertacco (Ita) ab - 42 Silvano Contini (Ita) 34e - 43 Valerio Piva (Ita) 81e - 44 Alessandro Pozzi (Ita) 42e - 45 Maurizio Viotto (Ita) 112e - 46 Paolo Rosola (Ita) 94e - 47 Alf Segersäll (Sue) 74e - 48 Ennio Vanotti (Ita) 37e - 49 Fabrizio Verza (Ita) 39e                              | - 51 Giovanni Battaglin (Ita) 50e - 52 Guido Bontempi (Ita) 93e - 53 Giancarlo Perini (Ita) 73e - 54 Czeslaw Lang (Pol) 68e - 55 Bruno Leali (Ita) 20e - 56 Luciano Loro (Ita) 25e - 57 Valerio Lualdi (Ita) 110e - 58 Glauco Santoni (Ita) 22e - 59 Roberto Visentini (Ita) 18e                                 |
| Dromedario | Fanini Wuhrer | Zor |
| - 61 Alfio Vandi (Ita) 17e - 62 Franco Conti (Ita) 65e - 63 Cesare Cipollini (Ita) 113e - 64 Erminio Olmatti (Ita) 139e - 65 Claudio Savini (Ita) 53e - 66 Marco Groppo (Ita) ab - 67 Eddy Schepers (Bel) 12e - 68 Gody Schmutz (Sui) 54e - 69 Siegfried Hekimi (Sui) 31e                                       | - 71 Jens Veggerby (Dan) 40e - 72 Steen Michael Petersen (Dan) 72e - 73 Giuliano Biatta (Ita) 75e - 74 Ettore Bazzichi (Ita) ab - 75 Nazzareno Berto (Ita) 128e - 76 Francesco Bianchi (Ita) ab - 77 Erwin Lienhard (Sui) ab - 78 Luciano Lorenzi (Ita) 130e - 79 Enrico Maestrelli (Ita) ab              | - 81 Eduardo Chozas (Esp) 45e - 82 Faustino Ruperez (Esp) 13e - 83 Alberto Fernández (Esp) 19e - 84 Juan Fernandez (Esp) 122e - 85 Alvaro Pino (Esp) ab - 86 José Luis López Cerrón (Esp) 136e - 87 Luis Ibanez Loyo (Esp) 62e - 88 Jesús Rodríguez Magro (Esp) 26e - 89 Angel Camarillo (Esp) 85e               |
| Gis Gelati | Linea Italia Motta | Magniflex Cila Aufina |
| - 91 Francesco Moser (Ita) 1e - 92 David Akam (Gbr) 137e - 93 Roger De Vlaeminck (Bel) ab - 94 Stefano Giuliani (Ita) 120e - 95 Martin Havik (Hol) 129e - 96 Palmiro Masciarelli (Ita) 27e - 97 Piero Onesti (Ita) 116e - 98 Giuseppe Passuello (Ita) 89e - 99 Ennio Salvador (Ita) 48e                         | - 101 John Eustice (Usa) 99e - 102 Claude Michely (Lux) ab - 103 Karl Maxon (Usa) 127e - 104 Daniel Franger (Usa) 78e - 105 Rudy Weber (All) 138e - 106 Michael Carter (Usa) 118e - 107 Tom Ruttedge (Usa) 141e - 108 Greg Saunders (Usa) 143e - 109 Guy Janiszewski (Bel) ab                             | - 111 Thierry Bolle (Sui) 140e - 112 Beat Breu (Sui) 8e - 113 Antonio Ferretti (Sui) 87e - 114 Bernard Gavillet (Sui) 29e - 115 Gilbert Glaus (Sui) ab - 116 Marcel Russenberger (Sui) 133e - 117 Stefan Mutter (Sui) 33e - 118 Hubert Seiz (Sui) 59e - 119 Daniel Wyder (Sui) 80e                               |
| Malvor Bottecchia | Metauromobili | Murella |
| - 121 Mario Beccia (Ita) 9e - 122 Antonio Bevilacqua (Ita) 119e - 123 Leonardo Bevilacqua (Ita) 100e - 124 Giovanni Mantovani (Ita) ab - 125 Silvestro Milani (Ita) ab - 126 Bruno Vicino (Ita) 142e - 127 Jürg Bruggmann (Sui) 121e - 128 Acacio Da Silva (Por) 23e - 129 Vinko Polončič (You) 76e             | - 131 Lucien Van Impe (Bel) 7e - 132 Vittorio Algeri (Ita) 92e - 133 Pierangelo Bincoletto (Ita) 66e - 134 Riccardo Magrini (Ita) 103e - 135 Luciano Rabottini (Ita) 67e - 136 Frits Pirard (Hol) 69e - 137 Johan van der Velde (Hol) 5e - 138 Flavio Zappi (Ita) 56e - 139 Marco Franceschini (Ita) 114e | - 141 Gianbattista Baronchelli (Ita) 6e - 142 Roberto Bressan (Ita) 132e - 143 Franco Chioccioli (Ita) 24e - 144 Benedetto Patellaro (Ita) 95e - 145 Dag Erik Pedersen (Nor) 10e - 146 Filippo Piersanti (Ita) ab - 147 Marino Polini (Ita) 82e - 148 Giovanni Renosto (Ita) 117e - 149 Daniel Willems (Bel) 71e |
| Renault Elf | Sammontana | Santini Galli |
| - 151 Laurent Fignon (Fra) 2e - 152 Philippe Chevallier (Fra) 108e - 153 Bruno Wojtinek (Fra) ab - 154 Martial Gayant (Fra) 15e - 155 Dominique Gaigne (Fra) 83e - 156 Pierre-Henri Menthéour (Fra) ab - 157 Charly Mottet (Fra) 21e - 158 Éric Salomon (Fra) 47e - 159 Philippe Saudé (Fra) 123e               | - 161 Moreno Argentin (Ita) 3e - 162 Claudio Corti (Ita) 97e - 163 Fiorenzo Favero (Ita) 109e - 164 Piero Ghibaudo (Ita) 60e - 165 Dario Mariuzzo (Ita) 106e - 166 Alessandro Paganessi (Ita) 36e - 167 Claudio Torelli (Ita) 46e - 168 Jesper Worre (Dan) 101e - 169 Raniero Gradi (Ita) ab              | - 171 Davide Cassani (Ita) ab - 172 Daniele Caroli (Ita) 86e - 173 Mario Mariotti (Ita) ab - 174 Elio Festa (Ita) 52e - 175 Gino Stefani (Ita) ab - 176 Silvano Ricco (Ita) ab - 177 René Koppert (Hol) 105e - 178 Sven-Ake Nilsson (Sue) 35e - 179 David McFarlane (Aus) 134e                                   |
| Superlercati Brianzoli | | |
| - 181 Jonathan Boyer (Usa) 43e - 182 Alfredo Chinetti (Ita) 14e - 183 Giocondo Dalla Rizza (Ita) 49e - 184 Mauro Longo (Ita) 90e - 185 Giuliano Pavanello (Ita) ab - 186 John Patterson (Usa) ab - 187 Gianmarco Saccani (Ita) 124e - 188 Massimo Santambrogio (Ita) 104e - 189 Kristian-Ole Silseth (Nor) 111e | | |

## Sources
- (nl) Cet article est partiellement ou en totalité issu de l’article de Wikipédia en néerlandais intitulé « Ronde van Italië 1984 » (voir la liste des auteurs).